# Dombeya linearifolia
Dombeya linearifolia là một loài thực vật có hoa trong họ Cẩm quỳ. Loài này được Hochr. mô tả khoa học đầu tiên năm 1907.